# Geisha

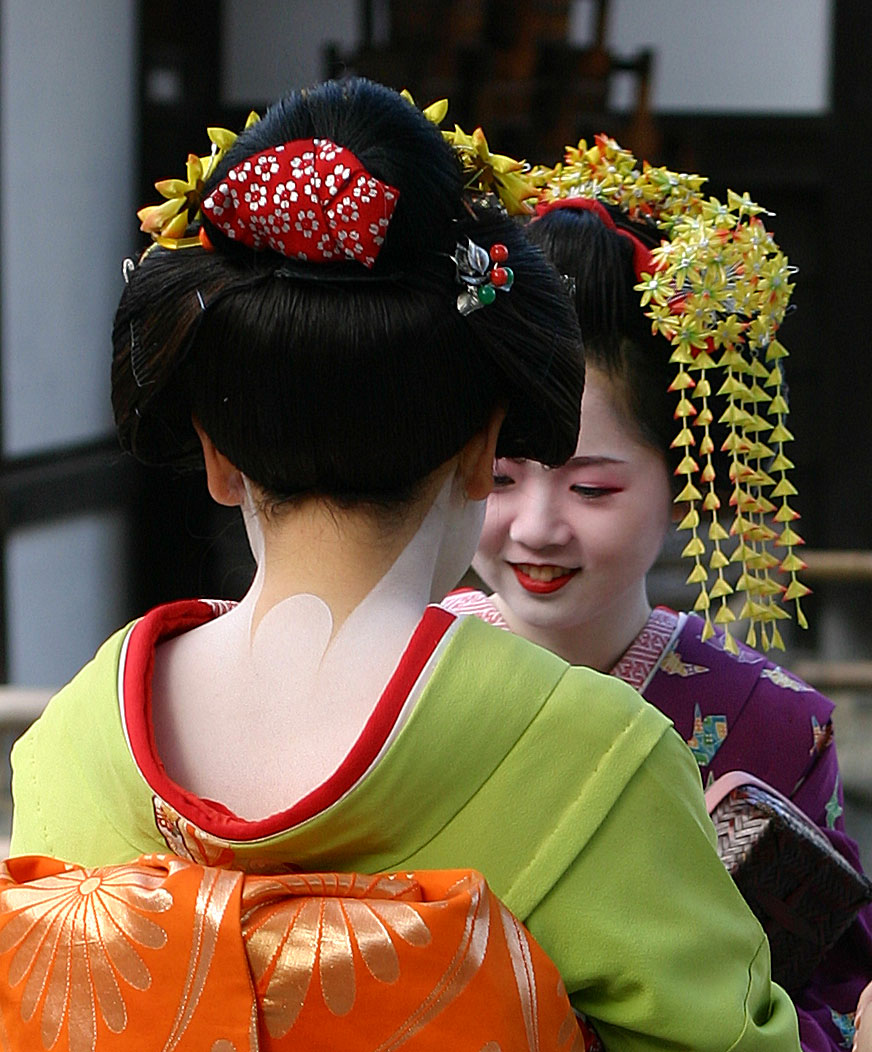
Những người phụ nữ mặc trang phục maiko (người học nghề geisha) ở Kyoto, Nhật Bản

Geisha (tiếng Nhật: 藝[芸]者 - Nghệ giả, nghĩa đen là "con người của nghệ thuật") là nghệ sĩ vừa có tài ca múa nhạc lại vừa có khả năng trò chuyện, là một nghệ thuật giải trí truyền thống của Nhật Bản.
Thời thế kỷ 18 và 19 đã có rất nhiều geisha. Ngày nay các geisha vẫn còn hoạt động, tuy nhiên  số lượng ngày càng giảm.
Có nhiều nhầm lẫn, đặc biệt ở bên ngoài Nhật Bản, về bản chất của nghề geisha. Những nhầm lẫn đó coi Geisha là một hình thức mại dâm trá hình. Sự nổi tiếng của tiểu thuyết Hồi ức của một geisha (tiếng Anh: Memoirs of a Geisha) và bộ phim cùng tên càng làm những nhầm lẫn này trở nên phổ biến. Đúng là một số geisha thời cổ phải trải qua nghi thức mizuage (bán trinh tiết cho một người đàn ông trả giá cao nhất), nhưng nghi thức này là không bắt buộc, và nó cũng đã bị bãi bỏ từ lâu do Luật chống hoạt động mại dâm được Nhật Bản ban hành năm 1956. Công việc thông thường của một geisha là mua vui, nói chuyện tán tỉnh và đùa cợt khêu gợi (tuy nhiên được nghệ thuật hóa theo các cách truyền thống), nhưng họ không bao giờ có quan hệ tình dục (chỉ quan hệ tình cảm) với khách hàng. Geisha là một loại hình biểu diễn văn nghệ văn hoá lành mạnh, cao cấp, hoàn toàn không có hành vi bán dâm, dung tục, rẻ tiền, tức chỉ "mại nghệ, không mại dâm". Một số geisha có thể quyết định có quan hệ với một trong những nhà bảo trợ hoặc khách quen của mình, nhưng đó là khi họ ra ngoài và không còn biểu diễn với tư cách của một geisha (tương tự như việc có những diễn viên đi bán dâm khi không đóng phim, nhưng không thể vì thế mà chúng ta đánh đồng nghề diễn viên với mại dâm).
Geisha có vài nét tương đồng với ả đào trong văn hóa Việt xưa, hay sorikkun và kỹ sinh của văn hóa Triều Tiên hay nghệ kỹ trong văn hóa Trung Quốc.

## Từ nguyên và các tên gọi

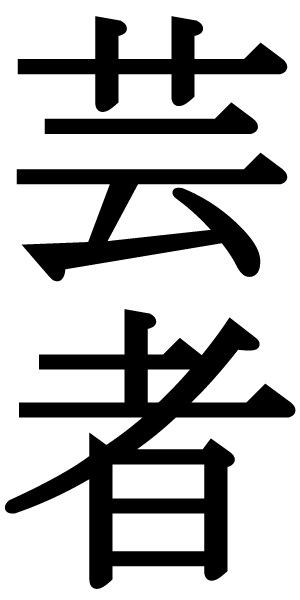
"Nghệ giả" (con người của nghệ thuật), viết bằng chữ Hán

Từ "nghệ giả" được hình thành từ hai chữ gei (藝 nghệ) và sha (者 giả) xuất phát từ phương ngữ Tokyo, được các ngôn ngữ phương Tây tiếp nhận dưới dạng geisha. Tiếng Nhật chuẩn gọi là "nghệ kĩ", Geigi (藝妓, "nữ nghệ sĩ"), và họ được gọi theo phương ngữ Kansai (関西 Quan Tây) là "nghệ tử", Geiko (藝子). Geisha trong thời gian học việc được gọi là "bán ngọc", Han'gyoku (半玉) (tại Tōkyō) hay "vũ tử", Maiko (舞子), hoặc "vũ kĩ", Maigi (舞妓), (tại Kyoto).
Geisha, phát âm /ˈgeɪ ʃa/ (gei- phát âm như gây), là thuật ngữ quen thuộc nhất đối với người nói tiếng Anh và cũng thường được sử dụng ở Nhật Bản.
Phát âm tiếng Anh /ˈgi ʃa/ (gei- phát âm như ghi), như trong nhóm từ geisha girl, mang nghĩa rộng là gái mại dâm. Điều này liên quan đến thời kỳ Hoa Kỳ chiếm đóng Nhật Bản sau Chiến tranh thế giới thứ hai, khi những phụ nữ trẻ cần tiền đã tự gọi mình là geisha và bán dâm cho lính Mỹ.
Ở Việt Nam, có người dịch geisha là "kỹ nữ Nhật". Tuy nhiên, cách dịch này dễ gây hiểu nhầm, vì trong tiếng Việt, từ "kỹ nữ" có ý chỉ phụ nữ hoạt động mại dâm . Có từ điển dịch geisha là "vũ nữ Nhật". Tuy nhiên, cách dịch này không chính xác vì múa chỉ là một trong các loại hình nghệ thuật truyền thống mà geisha biểu diễn. Ngoài ra, có ít người sử dụng cách dịch này..

## Lịch sử và sự tiến hóa
Văn hoá Bushido đã góp phần đưa tới sự ra đời văn hoá Geisha. Võ sĩ đạo là một hệ thống luân lý đạo đức hoàn mỹ – một bộ giới luật bất thành văn mà người võ sĩ (samurai) phải tuân theo: ngay thẳng, quang minh chính đại, cao thượng, nghĩa hiệp... Là tầng lớp quý tộc Nhật, các samurai sống rất có văn hoá, lấy thi ca, nhã nhạc, thư pháp làm trò giải trí. Họ ưa được hưởng sự phục vụ từ phía nữ giới dưới hình thức văn hoá lành mạnh, phù hợp với tâm hồn võ sĩ, chứ không phải hình thức phục vụ tình dục. Nhu cầu giải trí tao nhã ấy dẫn tới sự ra đời của Geisha, chứ hoàn toàn không phải để thỏa mãn ham muốn tình dục.
Geisha khởi nguồn là những người giải trí chuyên nghiệp, ban đầu họ hầu hết là nam giới. Geisha sử dụng kỹ năng nghệ thuật truyền thống Nhật Bản, trong đó có âm nhạc, múa và kể chuyện. "Geisha thành phố" (machi geisha) hoạt động tự do tại các buổi tiệc bên ngoài các khu phố giải trí, trong khi các "geisha khu phố" (kuruwa geisha) làm giải trí cho khách trong các buổi tiệc trong các khu phố giải trí. Trong khi các kỹ năng nghệ thuật của gái điếm hạng sang suy giảm, thì kỹ năng của các geisha, cả nam lẫn nữ, trở nên được yêu cầu cao hơn.
Geisha nam (đôi khi được gọi là hōkan) đã dần dần suy giảm, và cho đến năm 1800, sô lượng các geisha nữ (ban đầu được gọi là onna geisha với nghĩa là "geisha nữ") đã gấp ba lần số geisha nam, và tên gọi geisha bắt đầu được hiểu với nghĩa như ngày nay là người phụ nữ làm nghề giải trí với trình độ cao.
Theo truyền thống, geisha bắt đầu được huấn luyện từ khi còn nhỏ. Một số cô gái đã được bán cho các nhà geisha từ khi còn là trẻ con và bắt đầu học nhiều thể loại nghệ thuật truyền thống gần như ngay lập tức.
Trong thời thơ ấu, giai đoạn đầu tiên, đôi khi geisha làm việc với vai trò người hầu gái hay người giúp việc cho các geisha có kinh nghiệm, và tiếp theo, trong giai đoạn huấn luyện là vai trò geisha học việc (maiko). Kiểu đào tạo này cũng tồn tại trong các truyền thống khác của Nhật Bản, khi học viên sống trong nhà, bắt đầu với việc làm việc nhà và giúp đỡ người thợ chính, và cuối cùng chính người đó sẽ trở thành một người thợ chính.
Theo truyền thống, geisha không được liên quan đến các hoạt động tình dục.

## Geisha hiện đại

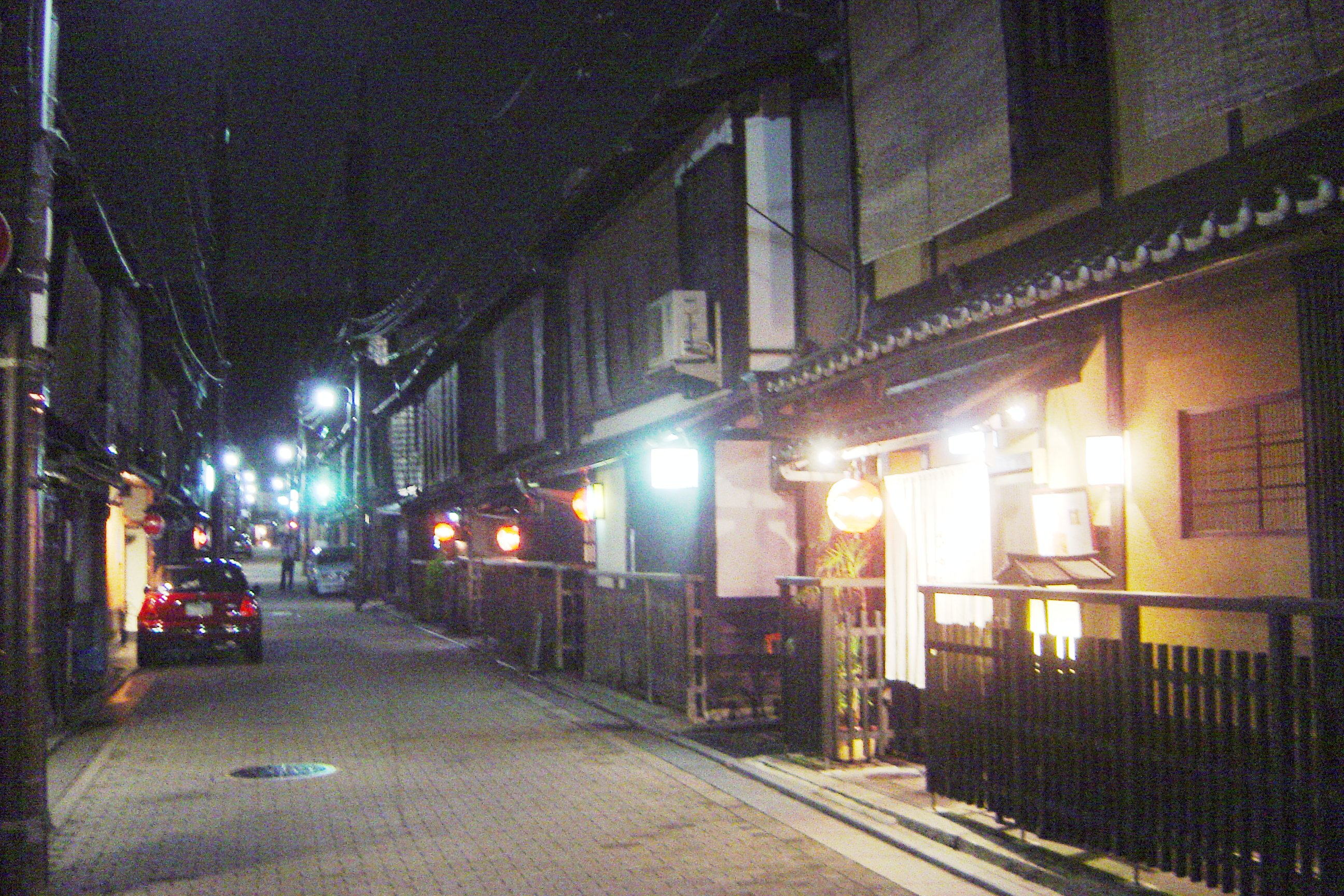
Khu geiko Gion (hanamachi) ở Kyoto, Nhật Bản

Các geisha hiện đại vẫn sống trong những ngôi nhà geisha truyền thống gọi là okiya tại các khu vực gọi là hanamachi (花街 - "hoa nhai" - khu phố hoa), đặc biệt trong thời gian học việc của họ. Tuy nhiên, nhiều geisha giàu kinh nghiệm lại chọn cách sống trong những căn hộ của chính mình. Thế giới thanh lịch và văn hóa cao mà các geisha là một phần trong đó được gọi là karyūkai (花柳界, "hoa liễu giới" - thế giới của hoa và liễu).
Hiện nay, những người phụ nữ trẻ muốn được trở thành geisha thường bắt đầu đợt đào tạo sau khi đã hoàn thành trung học cơ sở hay thậm chí trung học phổ thông hoặc đại học, nhiều người bắt đầu nghề nghiệp của họ khi đã ở tuổi trưởng thành. Geisha vẫn học những nhạc cụ truyền thống như shamisen, shakuhachi (sáo trúc), và trống, cũng như những bài hát truyền thống, múa cổ điển Nhật, trà đạo, ikebana (cắm hoa Nhật), văn học và thơ ca. Từ việc quan sát các geisha khác cùng với sự giúp đỡ của chủ nhà geisha, những người học việc cũng trở nên điêu luyện trong các truyền thống phức tạp xung quanh việc lựa chọn và mặc kimono, cũng như cách cư xử với khách hàng.
Ngày nay, Kyoto là nơi có truyền thống geisha còn lại mạnh nhất. Hai trong số các khu phố geisha truyền thống và danh tiếng nhất là Gion và Pontochō đều ở Kyoto. Geisha trong các khu phố này được gọi là geiko. Các "khu phố hoa" Shimbashi, Asakusa và Kagurazaka tại Tokyo cũng nổi tiếng.
Ở Nhật Bản hiện đại ngày nay, người ta hiếm khi nhìn thấy geisha và maiko. Vào năm 1920, tại Nhật Bản có trên 80 nghìn geisha, nhưng ngày nay chỉ còn dưới 1000 người. Tuy nhiên, các du khách đến khu Gion ở Kyoto rất dễ nhìn thấy một maiko đang trên đường đến hoặc về từ một cuộc hẹn.
Sự suy tàn của truyền thống geisha có nguyên nhân từ nền kinh tế ì trệ, sự suy giảm của mối quan tâm đến các loại hình nghệ thuật truyền thống, bản chất khó nhìn thấu được của thế giới hoa liễu, và chi phí cao cho việc được geisha giải trí.
Geisha thường được thuê để tham dự các buổi tiệc và tụ họp, theo truyền thống là tại các quán trà (茶屋, chaya) hoặc tại các nhà hàng Nhật Bản truyền thống (ryōtei). Thời gian làm việc của họ được đo theo thời gian một cây hương cháy hết, và được gọi là senkōdai (線香代, tuyến hương đại) hoặc gyokudai (玉代 ngọc đại - "giá ngọc"). Một từ khác để miêu tả chi phí là "ohana", hay phí hoa. Khách hàng thỏa thuận sắp xếp qua văn phòng hiệp hội geisha (検番 kenban), nơi quản lý lịch làm việc của từng geisha và sắp xếp các cuộc hẹn của cô trong cả việc huấn luyện lẫn tiếp khách.

## Geisha và mại dâm
Vẫn có một số nhầm lẫn, đặc biệt ở bên ngoài Nhật Bản, về bản chất của nghề geisha. Vấn đề này đã bị làm cho thêm phần rắc rối bởi gái mại dâm Nhật, đặc biệt tại các bể tắm onsen, những người muốn lợi dụng hình ảnh nổi tiếng của geisha bằng cách tự quảng cáo dối trá với các khách du lịch (cả người Nhật và người nước ngoài) rằng mình là "geisha". Các miêu tả không chính xác về geisha trong văn hóa đại chúng phương Tây, chẳng hạn trong tiểu thuyết và bộ phim Hồi ức của một geisha (tiếng Anh: Memoirs of a Geisha), cũng góp phần gây ra các hiểu nhầm về geisha.

Bìa cuốn Hồi ký của một Geisha

Theo truyền thống, geisha không được kết hôn (hoặc khi kết hôn thì phải kết thúc sự nghiệp), tuy việc họ có con không phải là chuyện đặc biệt. Mặc dù nhiệm vụ của geisha thường bao gồm cả tán tỉnh và đùa cợt khêu gợi (tuy được mã hóa theo các cách truyền thống), nhưng họ không bao giờ có quan hệ tình dục với khách hàng và không được trả tiền cho hoạt động đó. Tuy nhiên, một số geisha có thể quyết định quan hệ với một trong những nhà bảo trợ hoặc khách quen (patron) của mình bên ngoài thời gian làm việc với vai trò geisha. Và vì những mối quan hệ đó có liên quan đến việc một khách hàng có khả năng trả tiền để được hưởng các phục vụ truyền thống của một geisha, người ta có thể dễ hiểu lầm rằng đây chẳng qua chỉ là một hình thức mại dâm bị bóp méo.
Cũng theo truyền thống, một geisha đã được công nhận có thể có một danna, hay người bảo trợ. Một danna thường là một người đàn ông giàu có, đôi khi đã có gia đình, người có điều kiện tài trợ những khoản chi tiêu rất lớn cho việc huấn luyện truyền thống và các chi phí đáng kể khác. Ngày nay, việc này đôi khi cũng xảy ra.
Mặc dù một geisha và người bảo trợ của mình có thể yêu nhau, nhưng theo tục lệ, mối quan hệ này phụ thuộc vào khả năng cung cấp tài chính của người bảo trợ cho geisha. Các truyền thống và giá trị bên trong quan hệ này rất phức tạp và khó hiểu, ngay cả đối với nhiều người Nhật.

## Ngoại hình
Ngoại hình của một geisha thay đổi theo nghề nghiệp, từ kiểu trang điểm trẻ trung, đậm của một maiko, cho đến diện mạo được trang điểm trầm hơn của một geisha lớn tuổi và đã có tiếng.

### Trang điểm
Ngày nay, việc trang điểm truyền thống của một geisha tập sự là một trong những nét đặc trưng có thể nhận ra họ, tuy nhiên, chỉ trong các buổi trình diễn đặc biệt, các geisha từng trải nói chung vẫn được trang điểm với bộ mặt dày lớp phấn trắng mà tạo nên tính cách của maiko.
Trang điểm truyền thống của một geisha tập sự bao gồm một lớp phấn nền dày, màu trắng với son môi màu đỏ và phần sắc đỏ và đen quanh mắt và lông mày.
Việc trang điểm này khó có thể đạt đến sự hoàn hảo và là một quá trình bị chi phối bởi thời gian. Trang điểm được thực hiện trước khi mặc trang phục để tránh làm bẩn bộ kimono. Đầu tiên, một ít sáp ong hoặc dầu, được gọi là bintsuke-abura, được bôi lên da. Tiếp theo, phấn trắng được trộn với một ít nước để tạo thành một hỗn hợp sền sệt và được bôi lên mặt với một cây cọ được làm từ tre. Lớp phấn trắng này sẽ bao phủ khắp mặt, cổ, ngực và đôi bàn tay, và để lại hai hoặc ba vùng tối (vùng có dạng hình chữ "W" hoặc "V") bên trái gáy, để làm nhấn mạnh vùng gợi dục truyền thống, và có chừa lại một đường viền không đánh xung quanh chân tóc, đường này tạo nên cảm giác "mặt nạ" của khuôn mặt sau khi trang điểm.
Sau khi đã phủ xong lớp phấn nền, một miếng bọt biển sẽ được sử dụng để dặm cho phấn đều khắp mặt, cổ, ngực và gáy để làm mất độ ẩm dư thừa và lớp phấn được mịn. Tiếp theo, phần mắt và lông mày được vẽ lại. Bút chì than truyền thống được sử dụng để vẽ mắt, nhưng ngày nay, người ta sử dụng các dụng cụ trang điểm hiện đại. Lông mày và các viền mắt được tô màu đen; một maiko thường tô một màu đỏ quanh mắt.
Người ta sử dụng một cây cọ nhỏ để tô đôi môi. Màu đỏ để tô lấy từ một ống nhỏ, màu có thể tan trong nước. Đường kết tinh sau đó được cho thêm vào để đôi môi được bóng hơn.
Trong ba năm đầu tiên, một maiko luôn phải trang điểm dày như thế này. Trong giai đoạn khởi đầu của mình, maiko sẽ được một "người chị" giúp đỡ phần trang điểm (một geisha kinh nghiệm sẽ cố vấn cho cô) hoặc "mẹ" (okami) của ngôi nhà mà geisha đang ở và tập sự. Dần dần, maiko sẽ tự trang điểm lấy cho bản thân.
Sau khi geisha đã làm việc được ba năm, cô sẽ thay đổi trang điểm sang phong cách dịu hơn. Lý do cho việc làm này là cô đã trở thành một geisha thuần thục, và kiểu trang điểm đơn giản sẽ cho thấy nét đẹp tự nhiên của cô. Trong một vài buổi tiệc trang trọng các geisha thuần thục sẽ vẫn trang điểm kiểu lớp phấn trắng dày. Đối với các geisha trên ba mươi tuổi, việc trang điểm dày chỉ được thực hiện khi biểu diễn múa đặc biệt vì tính chất buổi diễn đòi hỏi như vậy.

### Trang phục

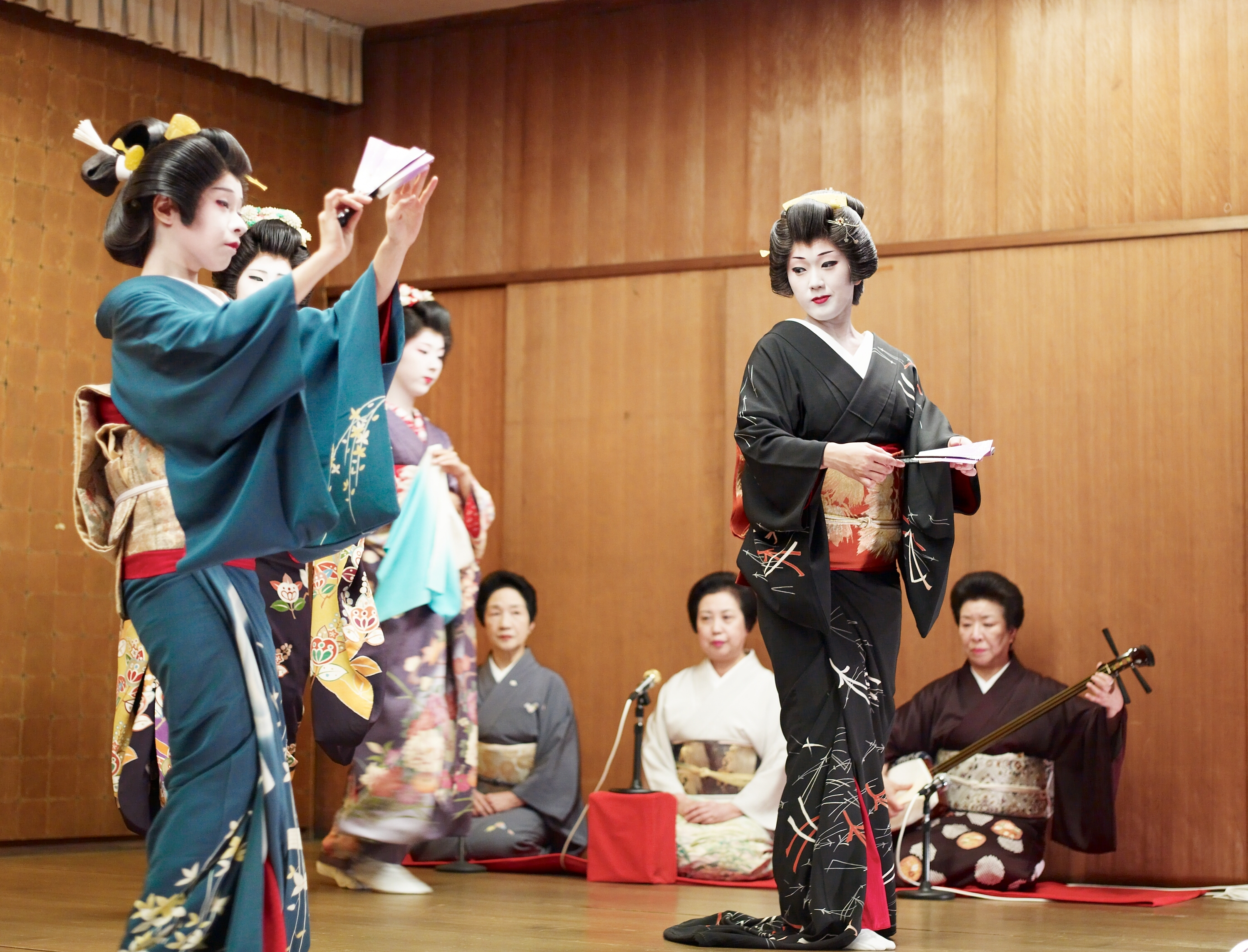
Geisha tại thành phố Niigata

Geisha thường xuyên mặc kimono. Geisha tập sự mặc bộ kimono có nhiều màu sắc với nơ lưng (obi) rất to. Geisha lớn tuổi hơn mặc trang phục với kiểu dáng và hoa văn dịu nhẹ hơn.
Màu sắc, hoa văn và kiểu kimono cũng phụ thuộc vào mùa trong năm và sự kiện mà geisha tham dự. Vào mùa đông, bên ngoài áo kimono, geisha có thể khoác một chiếc áo choàng có chiều dài khoảng bằng 3/4 so với kimono, áo choàng này được lót bằng lớp vải lụa có hoa văn vẽ bằng tay. Áo kimono có trần thêm vải lót sẽ được mặc khi thời tiết lạnh hơn, còn áo không trần được mặc vào mùa hè. Để may một chiếc kimono có thể cần đến 2 hoặc 3 năm do phải thêu và vẽ lên vải.
Khi ra ngoài, geisha đi dép có đế phẳng zori, còn khi ở nhà chỉ đi tabi (tất chân có sẻ ngón màu trắng). Vào lúc thời tiết khắc nghiệt, geisha sẽ đi một đôi guốc bằng gỗ, được gọi là geta. Maiko thường đi đôi guốc gỗ được sơn màu đen, gọi là okobo

### Kiểu tóc
Kiểu tóc của geisha đã thay đổi nhiều qua các thời kỳ lịch sử. Trong quá khứ, có thời kỳ phụ nữ thường để xoã tóc, có thời kỳ họ lại vấn tóc lên. Trong thế kỷ 17, những người phụ nữ lại bắt đầu cột tóc lên lần nữa và trong thời gian này đã phát triển kiểu tóc truyền thống shimada - một dạng của kiểu tóc chignon mà đa số geisha thực thụ sử dụng.
Có bốn loại kiểu tóc shimada chính: kiểu taka shimada, kiểu này thường có búi tóc cao, được những cô gái trẻ, chưa chồng sử dụng; kiểu tsubushi shimada, có búi tóc thấp hơn được những người phụ nữ nhiều tuổi hơn sử dụng; kiểu uiwata, kiểu tóc có búi tóc được vấn với một mảnh vải bông màu; và kiểu tóc mà được chia múi tương tự như quả đào, chỉ được các maiko sử dụng.
Các kiểu tóc được trang điểm cầu kỳ với lược và trâm. Vào thế kỷ 17 và thời kỳ sau cải cách Minh Trị, những chiếc lược khá to và dễ thấy, nói chung là với phụ nữ thuộc tầng lớp càng cao thì kiểu dáng lược càng lộng lẫy hơn. Sau thời kỳ cải cách Minh Trị và đến giai đoạn hiện đại, những chiếc lược nhỏ hơn và ít lộ liễu hơn đã trở nên thông dụng hơn.
Trước đây, các geisha đã được huấn luyện việc ngủ không dùng gối mà chỉ kê gáy lên một cái kệ nhỏ (takamakura), để họ có thể giữ cho kiểu tóc của mình được hoàn hảo sau giấc ngủ. Để rèn luyện thói quen này, những người hướng dẫn của họ rắc gạo quanh cái kê gáy. Nếu trong khi ngủ, đầu của geisha lăn khỏi kệ, những hạt gạo sẽ dính vào tóc và mặt họ.
Nhiều geisha hiện đại sử dụng tóc giả trong cuộc sống chuyên nghiệp của họ. Các bộ tóc giả đó phải được bảo dưỡng định kỳ bởi các nghệ nhân có kỹ năng cao. Làm tóc theo kiểu truyền thống là một nghệ thuật đang lụi tàn dần.

## Geisha trong văn hóa đại chúng

Ca sĩ Madonna trên bìa tạp chí dưới trang phục của một geisha.

Sự quan tâm ngày càng cao đối với geisha và ngoại hình đặc biệt của họ đã khơi lên nhiều hiện tượng văn hóa đại chúng ở cả Nhật Bản và phương Tây. Gần đây nhất là phong cách trang điểm "kiểu geisha" đã được đề xướng sau thành công và sự nổi tiếng của tiểu thuyết "Hồi ức của một geisha" (Memoirs of a Geisha) và bộ phim cùng tên.
Năm 1999, ca sĩ Mỹ Madonna đã xuất hiện trong video âm nhạc Nothing Really Matters trong trang phục kiểu geisha với bộ áo giống một chiếc kimono và trang điểm rất đậm với phấn nền màu trắng.

## Hình ảnh

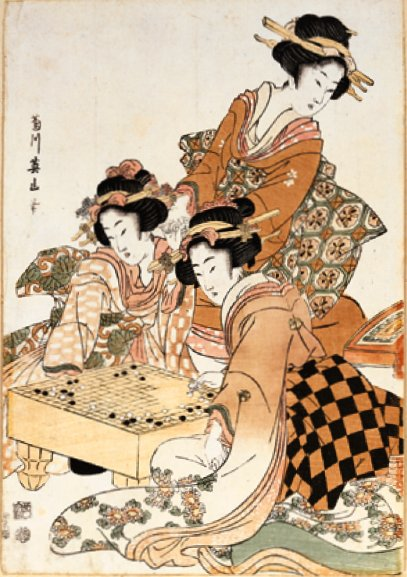
Bức tranh vẽ geisha (1811).
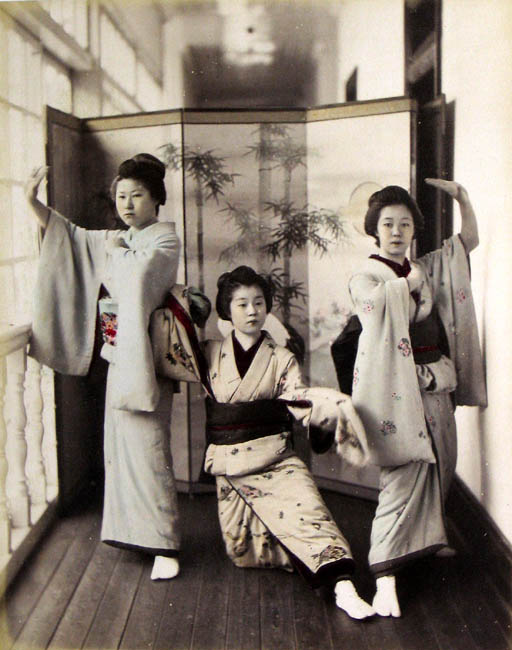
Three maikos (1885).
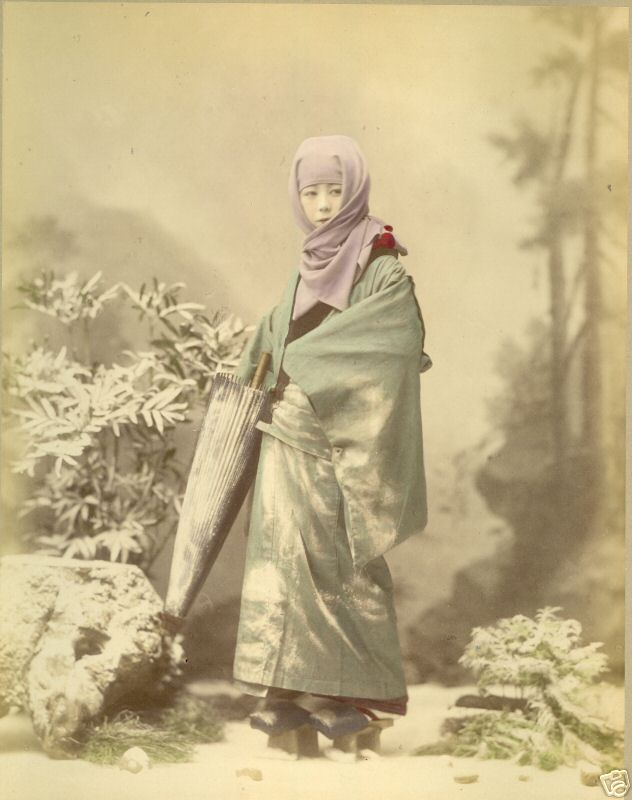
Geisha trong trang phục mùa đông(1885).
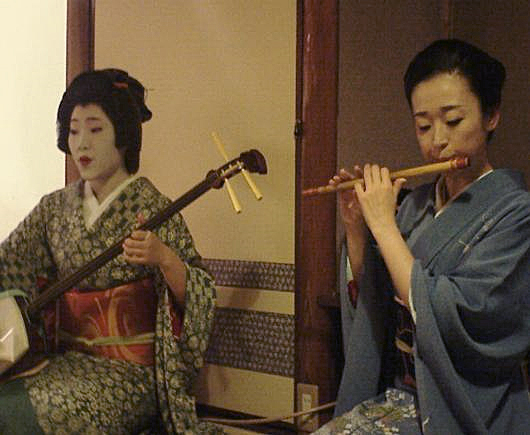
Hai geikos.

### Geisha nam
- Japan's Traditional Male Entertainer (Houkan/Taikomochi) ARA
- Taikomochi or Houkan, the Male Counterpart to the Geisha... Lưu trữ ngày 18 tháng 5 năm 2015 tại Wayback Machine

### Video
- Japanese Geisha Dance
- Japanese Geisha Dance II
- Japanese Geisha Dance III